# 寺領廃寺跡
寺領廃寺跡（じりょうはいじあと）は、愛知県安城市寺領町久後に所在する奈良時代の古代寺院跡。安城市指定史跡。

## 概要
寺領廃寺は、7世紀後半に、西三河最古の寺院である岡崎市の北野廃寺に続き創建された、古代寺院の一つと考えられる。出土瓦の様式から北野廃寺よりやや遅れて建立されたと推定される。東大寺式伽藍配置を持っていたと推定され、1965年（昭和40年）に安城市指定史跡に登録された。

## 創建と変遷

### 奈良時代後半
本格的な伽藍整備が行われ、碧海郡の中心寺院として機能していたものと考えられる。

### 中世
廃寺となるが、その正確な時期は不明。現在は水田や、宅地、素盞嗚神社の境内となっており、一部遺構が残る。

## 伽藍配置と遺構
寺院の規模は東西約100m、南北約180mで、以下の主要遺構が確認されている。
| 建造物 | 規模            | 現況             |
| ------ | --------------- | ---------------- |
| 金堂   | 東西30m×南北19m | 素盞嗚神社前広場 |
| 講堂   | 東西17m×南北12m | 観音堂           |
| 東塔   | 基壇一辺10m     | 耕作地           |
| 西塔   | 未確定          | 心礎破片のみ     |

### 出土遺物
- 軒丸瓦：13種類の素弁蓮華文瓦が出土。うち1種類は岡崎市の北野廃寺と同系の素弁六弁蓮華文軒丸瓦[3][1]。
- 軒平瓦：重弧文のものが確認されている[1]。

## 文化的意義
- 西三河の仏教伝播：西三河では、最古の寺院北野廃寺に次ぐ古い寺院として整備された[1]。
- 北野廃寺との関係：岡崎市の北野廃寺と同笵関係にある瓦が使用されている[3]。

## 保存と調査
- 1957年（昭和32年）：初の本格的な発掘調査を実施[1]。
- 2022年（令和4年）：北側に近接する岩根遺跡の調査で古代・中世の集落跡から柱穴や溝を確認[5]。

## アクセス
- 名鉄西尾線桜井駅よりあんくるバスで寺領停留所下車、徒歩5分[4]。